# Xylocopa insola
Xylocopa insola är en biart som beskrevs av Joseph Vachal 1910. Xylocopa insola ingår i släktet snickarbin, och familjen långtungebin. Inga underarter finns listade i Catalogue of Life.